# Richard Mainaky
Richard Mainaky (* 23. Januar 1965 in Ternate) ist ein indonesischer Badmintonspieler und -trainer. 

## Karriere
Richard Mainaky nahm 1989 und 1993 an den Badminton-Weltmeisterschaften teil. Bei beiden Teilnahmen belegte er Rang fünf im Mixed. Bei den Canadian Open 1987 wurde er Zweiter im Doppel, 1990 Dritter im Thomas Cup. Bei der Badminton-Asienmeisterschaft 1989 gewann er Silber mit dem Team. 1991 siegte er bei den Polish International, 1993 gewann er gemeinsam mit Ricky Subagja den Doppeltitel Indonesia Open. Nach seiner aktiven Karriere begann er eine Trainerlaufbahn.

## Referenzen
- http://sutarko.blogspot.de/2012/03/richard-mainaky-pelatih-spesial-ganda.html

| Personendaten    | Personendaten                               |
| ---------------- | ------------------------------------------- |
| NAME             | Mainaky, Richard                            |
| KURZBESCHREIBUNG | indonesischer Badmintonspieler und -trainer |
| GEBURTSDATUM     | 23. Januar 1965                             |
| GEBURTSORT       | Ternate, Maluku Utara                       |